# Линчбург (Јужна Каролина)
Линчбург (енгл. Lynchburg) град је у америчкој савезној држави Јужна Каролина.

## Демографија
По попису из 2010. године број становника је 373, што је 215 (-36,6%) становника мање него 2000. године.
| Група             | 2000.       | 2010.       |
| Белци             | 101 (17,2%) | 52 (13,9%)  |
| Афроамериканци    | 433 (73,6%) | 315 (84,5%) |
| Азијати           | 0 (0,0%)    | 0 (0,0%)    |
| Хиспаноамериканци | 51 (8,7%)   | 8 (2,1%)    |
| Укупно            | 588         | 373         |